# リオグランデバレー・ホワイトウィングス
リオグランデバレー・ホワイトウィングス（Rio Grande Valley WhiteWings）は、北米独立リーグのノース・アメリカンリーグ（南地区）に所属していたプロ野球チーム。本拠地はアメリカ合衆国テキサス州ハーリンジェン。

## 歴史
1994年に創設され、同年からリーグ戦を開始したテキサス・ルイジアナリーグに加盟した。
2000年にリーグ優勝を果たした。
2003年のリーグ戦を終えた後、チームは活動を停止し、休業した。
2005年後半にユナイテッドリーグ・ベースボールが設立されると同時に加盟し、活動を再開する。2006年から再びリーグ戦を開始。
2008年にチーム名をハーリンジェン・ホワイトウィングス（Harlingen WhiteWings）に変更するが、2009年5月には再び現在のチーム名に戻した。
2011年からノーザンリーグ、ユナイテッドリーグ・ベースボール、ゴールデンベースボールリーグが合併して誕生したノース・アメリカンリーグに参入した。
2013年にユナイテッドリーグ・ベースボールに復帰した。
2014年限りで解散した。

## 所属選手
- ジャスティン・スターツ（2008年）
- フレディ・バイエスタス（2010年）
- ルイス・マルティネス（2010年）
- デビッド・ペラルタ（2011年）
- 坪井智哉（2012年）
- 板倉寛樹（2013年）